# Diofior
Diofior (także Dioffior) – miasto w Senegalu, w regionie Fatick. Według danych szacunkowych na rok 2010 liczy 9003 mieszkańców.